# Toho Gakuen School of Music
Toho Gakuen School of Music (桐朋学園大学 (音楽部門)?, Tōhō Gakuen Daigaku (Ongaku Bumon)) è una scuola di musica privata a Chofu, Tokyo, Giappone.

## Storia
Toho Gakuen fu fondata nel 1948 a Kudan (Tokyo) come la Scuola di Musica per Bambini, e due anni dopo ha aperto la Scuola Superiore di Musica Toho, per fornire un'educazione musicale di qualità a ragazze adolescenti. Il 1955 ha visto l'istituzione dello Junior College e nel 1961 il Junior College diventa il Toho Gakuen College Music Department. Il College of Music è stato un pioniere nell'offrire gradi di livello universitario nella musica in Giappone. Nel 1995 la Toho Orchestra Accademia è stata fondata a Toyama e nel 1999 ha aperto la Toho Gakuen Graduate School, che propone studi post laurea.

## Studi
Tramite la sua scuola superiore, il college e l'università, la Toho Gakuen offre lo studio dai diplomi preparatori ai master in tutti gli strumenti orchestrali, pianoforte, composizione, direzione d'orchestra e musicologia.